# Тарасий (епископ Ростовский)
Тарасий (ум. 1304) — епископ Русской православной церкви; глава Ростовской епархии.
О детстве и мирской жизни Тарасия сведений практически не сохранилось, да и последующие биографические данные о нём очень скудны и отрывочны. В епископы Ростовские был рукоположён митрополитом Максимом Киевским в 1288 году из архимандритов Иоанно-Богословского монастыря.
Летопись рассказывает о нём, что в 1290 (6798) году князья Ростовские, братья Дмитрий и Константин Борисовичи послали его из Ростова в Великий Устюг для освящения собора церкви Успенья, «а с ним образ Пресвятыя Богородицы, одигитрия и колокол».
В 1295 году Тарасий поссорился со своим князем Константином Борисовичем и уехал в Великий Устюг. Константин поехал за ним и взял его под стражу вместе со всеми людьми епископскими; о последствиях летопись ничего не говорит. Известно, во всяком случае, что после этого столкновения со своим князем отец Тарасий продолжал занимать епископскую кафедру в Ростовском княжестве и лишь в 1299 году ушёл на покой.
Тарасий Ростовский скончался в 1304 году; место погребения неизвестно.